# 夜行列車 (春日八郎の曲)
「夜行列車」（やこうれっしゃ）は、1979年にリリースされた春日八郎のシングル。

## 概要
B面の「波止場ばなし」の2番には天売島、焼尻島、利尻島、礼文島が登場する。

## 収録曲
1. 夜行列車
  - 作詞:中山大三郎／作曲・編曲:船村徹
2. 波止場ばなし
  - 作詞:中山大三郎／作曲・編曲:船村徹